# 羽鳥裕明
羽鳥 裕明（はとり ゆうみょう、1968年（昭和43年） - ）は日本の真言宗智山派の僧侶、心理カウンセラー。
真言宗智山派淨蓮院住職、寺子屋心理カウンセリングルーム代表。俗名は、羽鳥 裕明（はとり ひろあき）。

## 人物
群馬県生まれ。前橋市立東小学校、前橋市立東中学校、東京農業大学第二高等学校を経て、東海大学工学部電子工学科を平成3年に卒業。同年、マックス株式会社に入社。平成12年2月にマックス株式会社を退社。同年7月に真言宗智山派の総本山である智積院にて得度し、僧侶となる。「僧侶として悩みを抱える方々の身近な存在でありたい」との思いから、平成15年に寺子屋心理カウンセリングルームを設立。その後、悩み相談の駆け込み寺として、群馬県のほか、東京と大阪に事務所を設立。平成25年に大阪の事務所を京都に移転し、東京・京都・群馬の3拠点にて悩み相談を行っている。僧侶として葬儀や法要を務めるとともに、悩み相談、本の執筆など幅広く活動。その他、行政機関の相談員や企業でのメンタルヘルス相談員をおこなう傍ら、企業、医療、福祉、司法、行政機関などで心の問題についての講演会の講師も務める。活動は、テレビ、新聞、ラジオ、雑誌などでも紹介されている。

## 経歴
- 1968年（昭和43年）群馬県前橋市にて、家電販売業を営む家の長男として生まれる。
- 1991年（平成3年）大学卒業後にマックス株式会社に入社し、電子回路の開発・設計エンジニアとして約9年間働く（平成6年より早稲田大学大学院理工学研究科に1年間の在学期間有）。
- 2000年（平成12年）2月にマックス株式会社を退社。同年7月、真言宗智山派総本山智積院にて得度。
- 2002年（平成14年）4月、真言宗智山派淨蓮院の住職に就任。
- 2003年（平成15年）4月、寺子屋心理カウンセリングルーム、群馬内観研修所を設立。
- 2008年（平成20年）10月、東京（港区六本木）に心理カウンセリングルームを設立。同時に、真言宗の開祖である弘法大師空海が日本に伝えた密教占星術による占い鑑定も開始。僧侶がバーテンダーを務める「坊主バー」（東京新宿区荒木町）で、バーテンダーとしても働き始める。
- 2009年（平成21年）2月、東京（港区六本木）のカウンセリングルームを、「坊主バー」（東京新宿区荒木町）の隣に移転。名称を「駆け込み寺」とする。
- 2010年（平成22年）8月、大阪（中央区日本橋）に「駆け込み寺」を新たに設立。東京、大阪、群馬の3拠点とする。
- 2013年（平成25年）8月、大阪（中央区日本橋）の「駆け込み寺」を、京都（中京区西魚屋町）に移転。東京、京都、群馬の3拠点とする。
- 2015年（平成27年）8月、京都（中京区西魚屋町）の「駆け込み寺」を閉設。東京、群馬の2拠点とする。
- 2017年（平成29年）6月、東京（東京都新宿区荒木町）の「駆け込み寺」を、同ビル2階から3階に移転。
- 2018年（平成30年）9月、沖縄（宜野湾市）にダイビングショップを共同経営で開店。
- 2020年（令和2年）3月、沖縄（宜野湾市）に新事務所を開設。

## 著書
- 『悩みが消えるお坊さんの言葉』（2013年 サンマーク出版） ISBN 978-4-7631-3335-9